# Дъвкаемост
Дъвкаемост е усещането в устата за степента на затруднено дъвчене поради трайно еластично съпротивление от храната. Храните, които обикновено се считат за трудни за дъвчене, включват карамел, слабо печена пържола (до степен алангле) и дъвка.
Дъвкаемостта се измерва емпирично чрез показателите на броя движения при дъвчене и скоростта на дъвчене.